# Castillo Gillette
El castillo Gillette es un fortín ubicado en Connecticut (Estados Unidos).

## Historia
Localizado en unas de las partes más altas del río Connecticut, el castillo fue originalmente una residencia privada encargada y diseñada por William Gillette, un actor estadounidense famoso por su interpretación de Sherlock Holmes.
Gillette construyó el castillo en 1914 en un terreno de 184 acres, en la parte superior meridional de una cadena de montañas conocidas con el nombre de las Siete Hermanas. Ubicado en el camino del río 67 en East Haddam, el sitio comprende el palacio y sus jardines y recibe 300 000 visitantes anuales. Se reabrió en 2002 después de cuatro años de restauración con una inversión de 11 millones de dólares. Ahora incluye un museo, rutas de senderismo, y un área de pícnic, y cuenta con celebraciones teatrales.